# طوابع البريد والتاريخ البريدي لروسيا

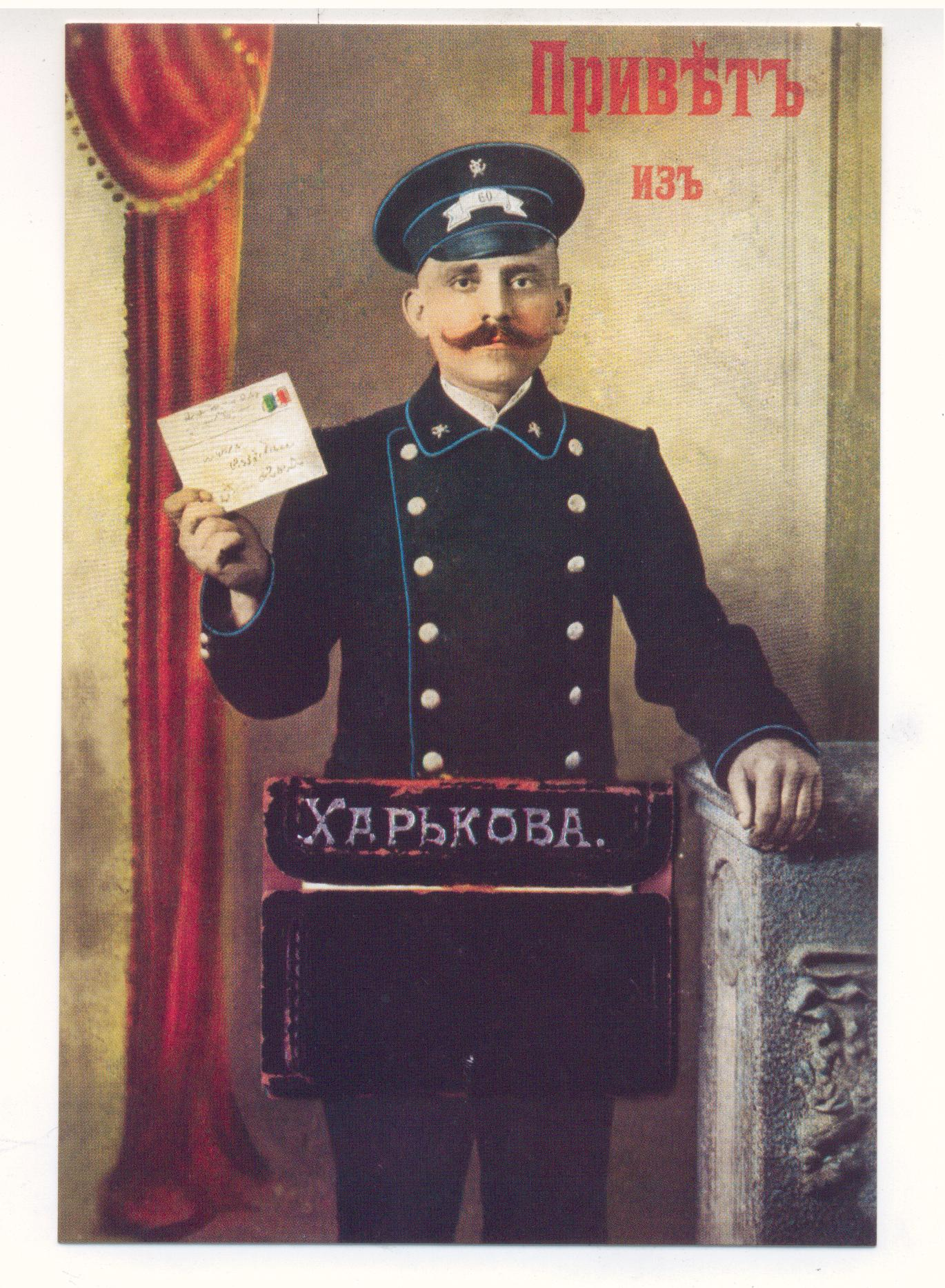
ساعي بريد الإمبراطورية الروسية

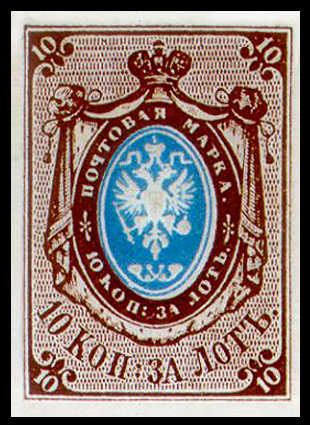
أول طابع بريدي للإمبراطورية الروسية 1857

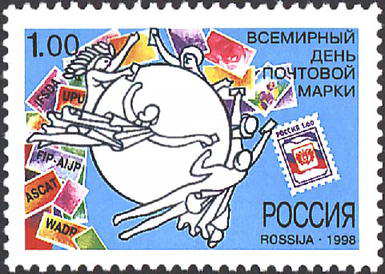
طابع بريدي روسي صدر عام 1998 مخصص ليوم الطوابع العالمي احتُفل به بالتزامن مع يوم البريد العالمي وإحياءً لذكرى تأسيس الاتحاد البريدي العالمي

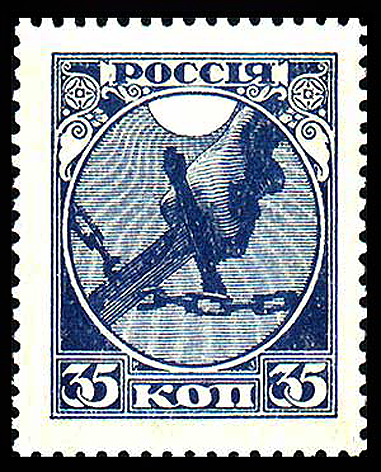
سلسلة كسر السيف، 35 ألف دولار 1918

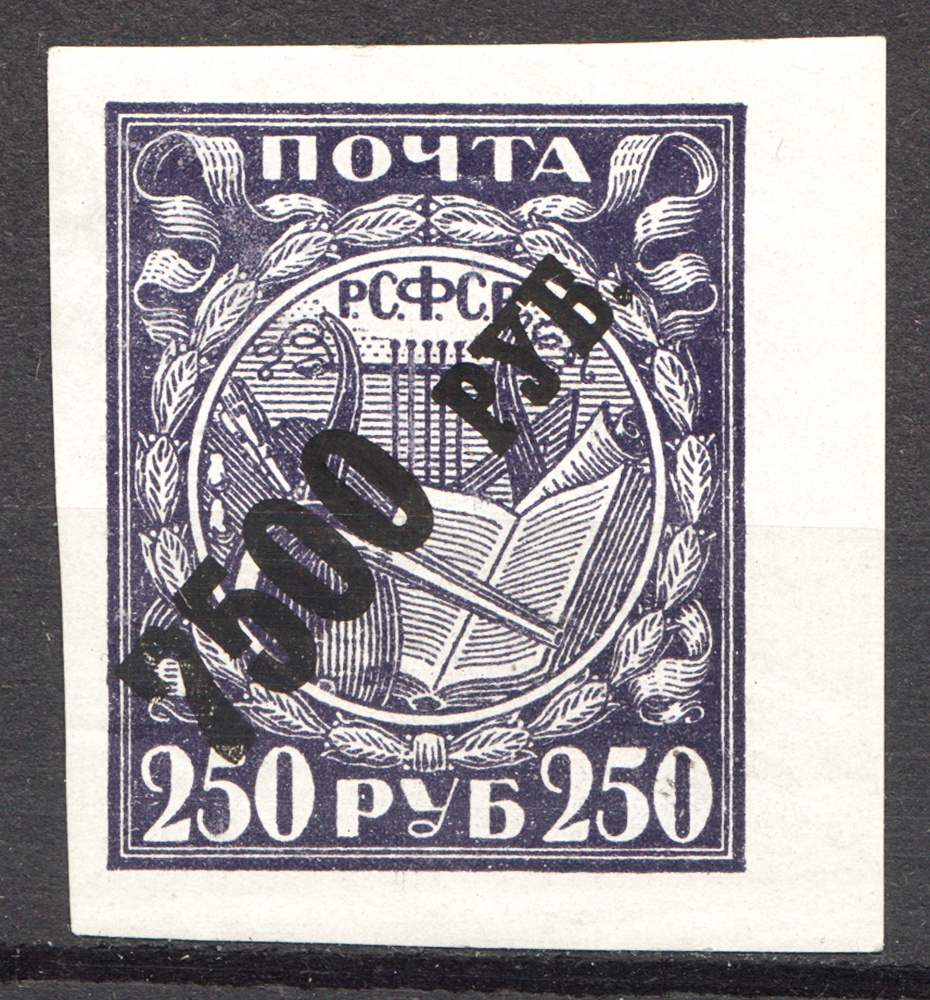
طابع بريدي بقيمة 250 روبل يعود إلى عام 1921 وتمت إضافة قيمة إضافية إليه إلى 7500 روبل في عام 1922

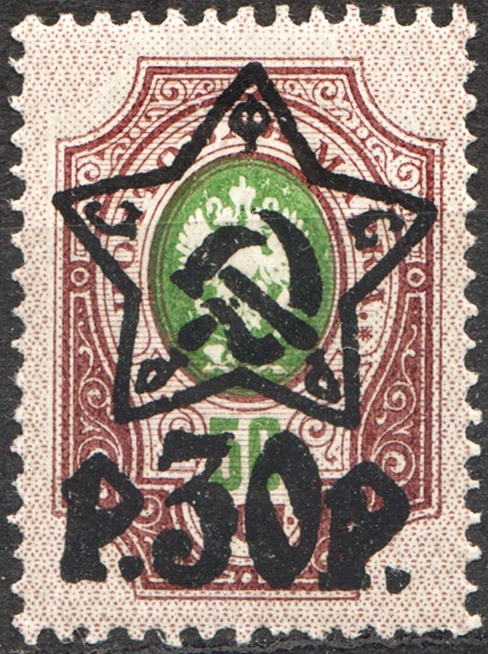
رسوم إضافية قدرها 30 ريالًا على طابع بقيمة 50 ألف ريال

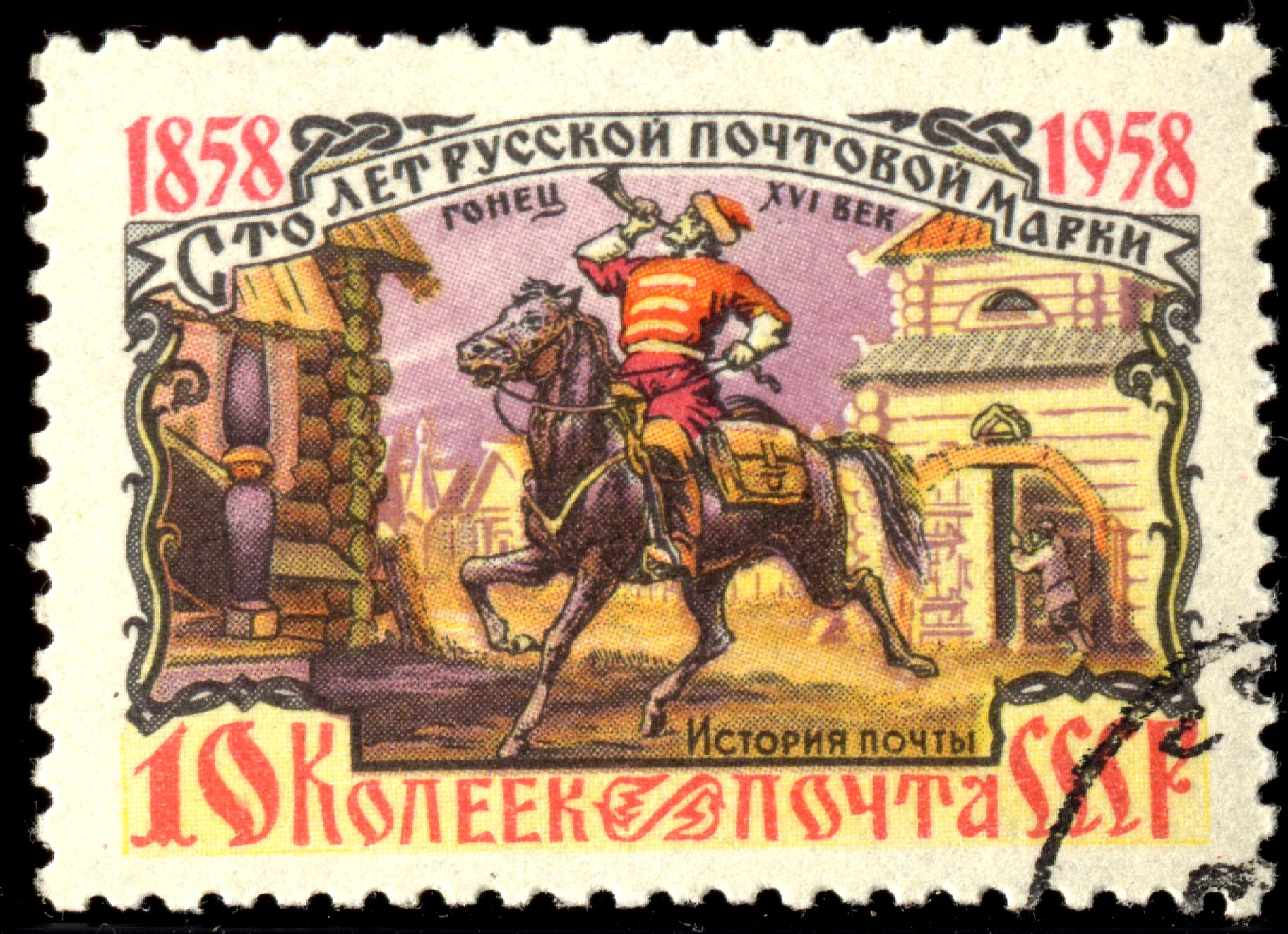
طابع بريدي من الاتحاد السوفييتي يعود تاريخه إلى عام 1958 يصور ساعي بريد من القرن السادس عشر بمناسبة الذكرى المئوية للطوابع البريدية الروسية

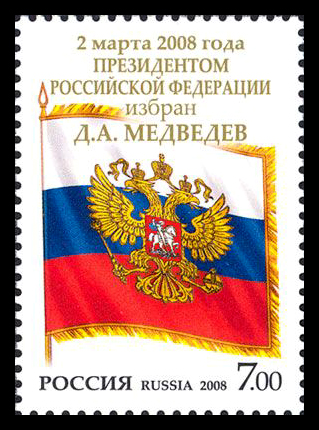
طابع بريدي روسي صادر عام 2008 مخصص للرئيس المنتخب حديثًا ديمتري ميدفيديف

هذا مسح للطوابع البريدية والتاريخ البريدي للإمبراطورية الروسية والاتحاد السوفييتي والاتحاد الروسي الحديث.

## التاريخ البريدي

### التاريخ المبكر
وتذكر السجلات نظامًا للرسل في القرن العاشر. كانت الرسائل المبكرة تُحمل على شكل لفافة مع ختم من الشمع أو الرصاص وأقدم هذه الأختام المعروفة يعود تاريخها إلى عام 1079 وتذكر حاكمًا يُدعى راتيبور من تماوتاراكان. أقدم غطاء متبقي أُرسل في عام 1391 من لا تانا ( آزوف حاليًا) إلى البندقية.
بحلول القرن السادس عشر، شمل النظام البريدي 1600 موقعًا وكان البريد يستغرق ثلاثة أيام للسفر من موسكو إلى نوفغورود. في عام 1634 وُقعت معاهدة سلام بين روسيا وبولندا مما أدى إلى إنشاء طريق إلى وارسو ليصبح أول خدمة دولية منتظمة لروسيا.

### الإمبراطورية الروسية
أجرى بطرس الأكبر إصلاحات جعلت النظام البريدي أكثر توحيدًا في عملياته وفي عام 1714 افتُتح أول مكاتب بريد عامة في سانت بطرسبرغ وموسكو. إنشائت "خدمة بريد منتظمة" على طول طرق موسكو وريغا. في فبراير 1714 بدأت الخدمة البريدية في تسيير رحلات نصف شهرية من سانت بطرسبرغ إلى ريغا وفي يونيو بدأت تسيير رحلات من سانت بطرسبرغ إلى موسكو. تأسس مكتب البريد الميداني في عام 1716 وخدمة البريد العادية في عام 1720 من أجل النقل السريع للقوانين والأوراق الحكومية. نظمت تسليم الطرود الخاصة بشكل منتظم (ما يسمى بالبريد الثقيل) في ثلاثينيات وأربعينيات القرن الثامن عشر. في عام 1746 أصبح من الممكن تسليم الطرود والمراسلات الخاصة لأول مرة عن طريق البريد وبدءًا من عام 1781 أصبح من الممكن أيضًا تسليم الأموال إلى باب المنزل. يعود تاريخ أقدم ختم بريد روسي معروف إلى شهر يوليو عام 1765؛ وهو عبارة عن سطر واحد مكتوب عليه "سانت بطرسبرغ" (بالأحرف اللاتينية) ولكن التوصية الرسمية الأولى باستخدام طوابع البريد لم تأت حتى عام 1781.
ظهرت عربات البريد في عام 1820. في عام 1833 تم إنشاء بريد مدينة سانت بطرسبرغ وقُسمت المدينة إلى 17 منطقة مع 42 مكتبًا للمراسلات والتي كانت تقع في المتاجر التجارية. في عام 1834 ظهرت مكاتب الاستقبال في الضواحي (في سانت بطرسبرغ كان هناك ما يصل إلى 108). تظمت توزيع الصحافة الدورية في روسيا في سانت بطرسبرغ في عام 1838. افتتح قسم العربات وعربات تي في عام 1840 في جسر مويكا حيث كانت العربات الخفيفة تنقل البريد الفائض وكانت العربات تنقل البريد الخفيف وكانت عربات تي تتعامل مع البريد "الثقيل". ركب صناديق البريد الخضراء في الشوارع في عام 1848 وهو نفس العام الذي صدرت فيه الأظرف المختومة وظهرت صناديق البريد البرتقالية للخدمة في نفس اليوم بالقرب من محطات السكك الحديدية في عام 1851 وظهرت طوابع البريد في عام 1857. في عام 1864 بدأت هيئة البريد في إرسال المطبوعات والكتالوجات وفي عام 1866 بدأت في إرسال الطرود.
ظهرت القرطاسية البريدية لأول مرة في عام 1845 في شكل مظاريف تدفع رسومًا قدرها 5 كوبيك للبريد المحلي في سانت بطرسبرغ وموسكو. نجحت الفكرة وعُممت في جميع أنحاء روسيا في الأول من ديسمبر عام 1848.
استخدمت أنظمة البريد المحلية طوابع تسمى طوابع زيمستفو نسبة إلى مصطلح الحكومة المحلية التي بدأت في عهد ألكسندر الثاني عام 1864.
البريد الروسي هو أحد الأعضاء المؤسسين للاتحاد البريدي العالمي (يو بيه يو) الذي تم إنشاؤه في عام 1874. في عام 1902 أصبحت خدمة البريد الرئيسية جزءًا من وزارة الداخلية وفي عام 1917 في ظل الحكومة المؤقتة أصبحت جزءًا من وزارة البريد والبرق .

### الاتحاد السوفياتي

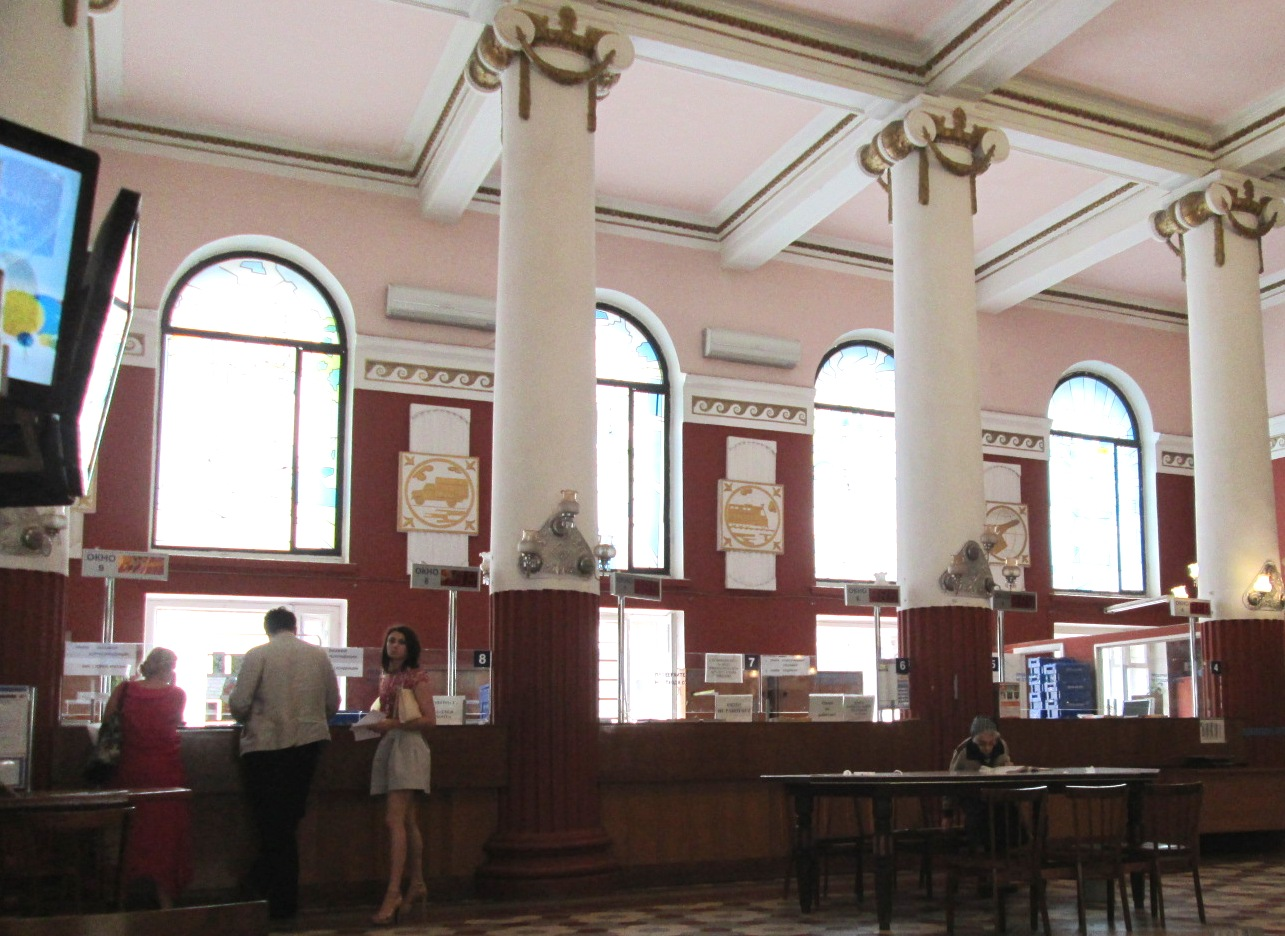
مكتب البريد في فورونيج

خلال الحرب الوطنية العظمى كانت الخدمة البريدية السوفيتية جزءًا من مفوضية الشعب للاتصالات في الاتحاد السوفيتي. لقد قامت الشركة بتسليم ما يصل إلى 70 مليون طرد شهريا إلى الجبهة الخلفية للجيش السوفييتي في ظل ظروف صعبة للغاية وخطيرة للغاية في كثير من الأحيان.
في سنوات ما بعد الحرب خضعت خدمة البريد لتغييرات كمية ونوعية. في عام 1946 تحولت مفوضية الشعب للاتصالات في الاتحاد السوفييتي إلى وزارة الاتصالات في الاتحاد السوفييتي. كانت الخدمة البريدية تُنفذ من قبل مكتب البريد الذي كان جزءًا من وزارة الاتصالات إلى جانب مكاتب أخرى لصناعات الاتصالات. بحلول عام 1950 استعيدت صناعة البريد التي دمرتها الحرب وأُعديت إلى المستوى الذي كانت عليه قبل الحرب.
وفي السنوات اللاحقة وسعت شبكة مؤسسات الاتصالات بشكل كبير وخاصة في المناطق الريفية وفي المدن وشبكة مكاتب الاتصال ومكاتب البريد ومراكز الاتصالات التابعة. جمعت معظم الشركات بين الخدمات البريدية والبرقية والهاتفية. كانت هذه الاتصالات موجودة عادة في نفس المبنى وتحت إدارة واحدة. لقد إنشائت شبكة ضخمة من صناديق البريد ليس فقط في المدن ولكن أيضًا في المناطق الريفية ومحطات السكك الحديدية وخطوط السكك الحديدية وفي تقاطعات الطرق السريعة.
وتبع التطوير الإضافي للخدمة البريدية مسار الميكنة والأتمتة في معالجة البريد وتحسين تنظيم نقله وتسليمه. ولتحقيق هذه الغاية حدثت المعدات البريدية القديمة وتطوير إنتاج تصاميم جديدة كلياً آلات معالجة البريد ومعالجته ومعدات نقل الحاويات ووسائل الميكنة والجرد البريدي فضلاً عن معدات خدمة العملاء.

#### مكتب بريد لينينغراد
بحلول أواخر ثلاثينيات القرن العشرين بلغ عدد مكاتب البريد العاملة في لينينغراد 203 مكتبًا. خلال الحرب الوطنية العظمى 1941-1945 توفرت الاتصال بين الخطوط الأمامية والخلفية عن طريق البريد الميداني. في العام الأول من الحصار كان هناك 108 مكتب بريد يعمل في لينينغراد. تأسست جمعية بريد لينينغراد في عام 1988 وشملت مكتب بريد لينينغراد العام و13 مكتب بريد إقليمي و345 مكتب بريد و11 مكتب بريد آليًا وأسطولًا من المركبات.

### الاتحاد الروسي
في عام 1993 أصبح البريد الروسي جزءًا من وزارة الاتصالات . في عام 1995 أعيد تنظيم المكتب ليصبح هيئة البريد الفيدرالية في الاتحاد الروسي وفي عام 1996 أعيد تنظيمه ليصبح إدارة البريد في وزارة الاتصالات في الاتحاد الروسي. وكانت المؤسسات البريدية الروسية تعمل وكان هناك استقلال تجاري ولكن كان معها المنافسة القوية التي فرضها الشركاء السابقون شركات الاتصالات. وهكذا ورغم فصل الصناعات فقد تم الحفاظ على شبكة بريدية فريدة من نوعها أنشئت في فترات سابقة وكانت تغطي جميع مناطق البلاد تقريباً.
نظراً لدور البريد الروسي في التطور التاريخي للدولة أنشأ الرئيس الروسي بوريس يلتسين في عام 1994 عطلة رسمية مهنية لعمال البريد "يوم البريد الروسي"، الذي يحتفل به سنوياً في 2 يوليو. وفي عام 1997 صدر مرسوم رئاسي آخر أعاد التقاليد الشعارية للبريد بإضافة الشعار والعلم.

### فقدان الاحتكار
في عام 1996 قررت وزارة الاتصالات لأول مرة كسر احتكار الدولة للبريد لبعض الخدمات البريدية مما أدى إلى ظهور شركات بريد تجارية في روسيا.

### إصلاح 2002

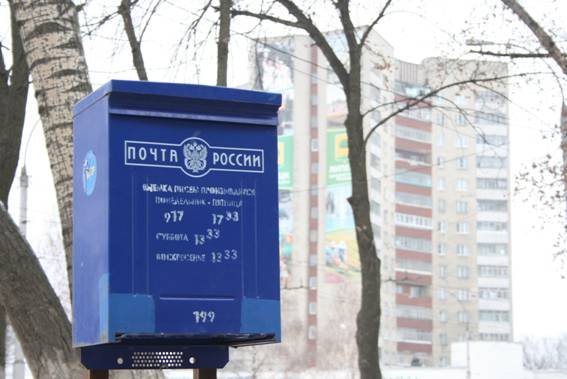
صندوق بريد في ليبيتسك

منذ حل الاتحاد السوفييتي أصبحت الخدمة البريدية الفيدرالية تتألف من شبكة مكونة من 90 كيانًا متفرقًا أُدرجت بشكل رئيسي كمؤسسات حكومية أو مؤسسات وحدوية تابعة للدولة الفيدرالية. ومن الناحية القانونية كانت هذه الشركات مستقلة تماما. وقد رُبطت بشبكة البريد الفيدرالية فقط من خلال نظام نقل وتسليم رئيسي داخل المنطقة وبين المقاطعات. وكان الجزء الأكثر سخافة في النظام بأكمله هو أن أجزاء مختلفة من نفس النظام متصلة بآلية واحدة في مناطق متجاورة كانت تتنافس مع بعضها البعض وهو ما ينطوي بشكل رئيسي على محاولة جذب العملاء من الشركات الكبرى بعيدا عن المنافسين الآخرين وغالبا بأسعار إغراق. ولم تكن هناك أيضًا ميزانية موحدة أو تخطيط أو عمليات أخرى. كانت هذه الشركات تعمل باستخدام مرافق بريدية قديمة ومتهالكة تمثل حوالي 50 حلاً مختلفًا لتكنولوجيا المعلومات من حيث تكنولوجيا الصناعة. بموجب مفهوم إعادة هيكلة الخدمة البريدية الفيدرالية الذي اعتمد بموجب المرسوم الحكومي الصادر في 28 يونيو 2002 نفذت صناعة البريد في الاتحاد الروسي عملية إعادة تنظيم تهدف إلى إنشاء شركة واحدة عالية الكفاءة والقدرة التنافسية قادرة على تقديم مساهمة كبيرة في حل المشاكل العاجلة في مجال التنمية المتسارعة للاقتصاد وأسفرت عن إنشاء مشغل موحد واحد المؤسسة الفيدرالية الموحدة للبريد الروسي. وبحلول عام 2005 انتهت من الإصلاح.

### تزايد انعدام الكفاءة في العقد الأول من القرن الحادي والعشرين

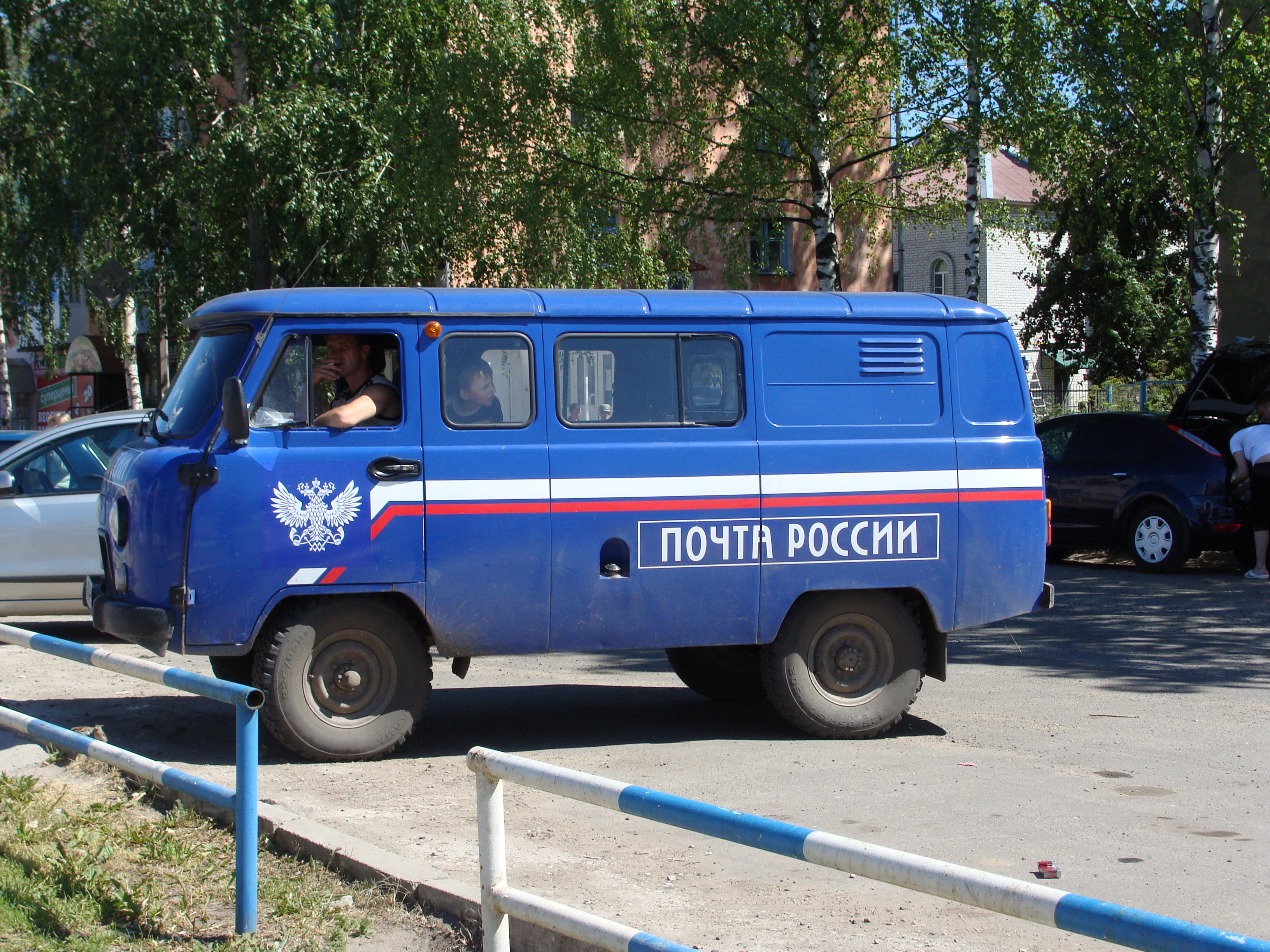
شاحنة توصيل البريد الروسي (UAZ-3909)

وشهدت أوائل العقد الأول من القرن الحادي والعشرين ارتفاعا في الشكاوى. كان عدد الطرود من تجار التجزئة عبر الإنترنت الأجانب يرتفع بشكل مطرد لعدة سنوات وكان من المؤكد أنه سيرتفع أكثر. وبحسب تقديرات البريد الروسي، فإن الطلبات من المتاجر عبر الإنترنت سلمت إلى روسيا في الغالب في طرود عادية أو مسجلة وفي عام 2009 كان عددها 2.3 مليون، وفي عام 2012 ارتفع العدد إلى 17 مليون. في 6 مارس/آذار 2012 كانت خمس شاحنات قادمة من ألمانيا تنتظر تفريغ حمولاتها في فنوكوفو. في مكتب البريد الدولي كان هناك 12.300 طرد مكدس و5.300 طرد اي ام اس و36.000 طرد وارد صغير. وكان هناك ألفي طرد تنتظر التخليص الجمركي في مطار شيريميتيفو الدولي.
وفي عام 2012 ظهر موقع جديد على شبكة الويب العالمية تحت اسم "ضد البريد الروسي. ار يو". يسلط المستخدمون الضوء على جميع حالات العمل السيئ التي قام بها البريد الروسي. في منتصف شهر مارس/آذار، شن عملاء تجار التجزئة عبر الإنترنت هجومًا ضخمًا بالبريد العشوائي على مكتب هيئة الرقابة على الاتصالات الروسية (روسكومنادزور) في موسكو. خلال هذه الفترة تلقت الشركة ما يصل إلى 1000 رسالة من أفراد يشكون من تأخر تسليم المشتريات التي قاموا بها من المتاجر عبر الإنترنت.

### انهيار 2013 والإصلاح

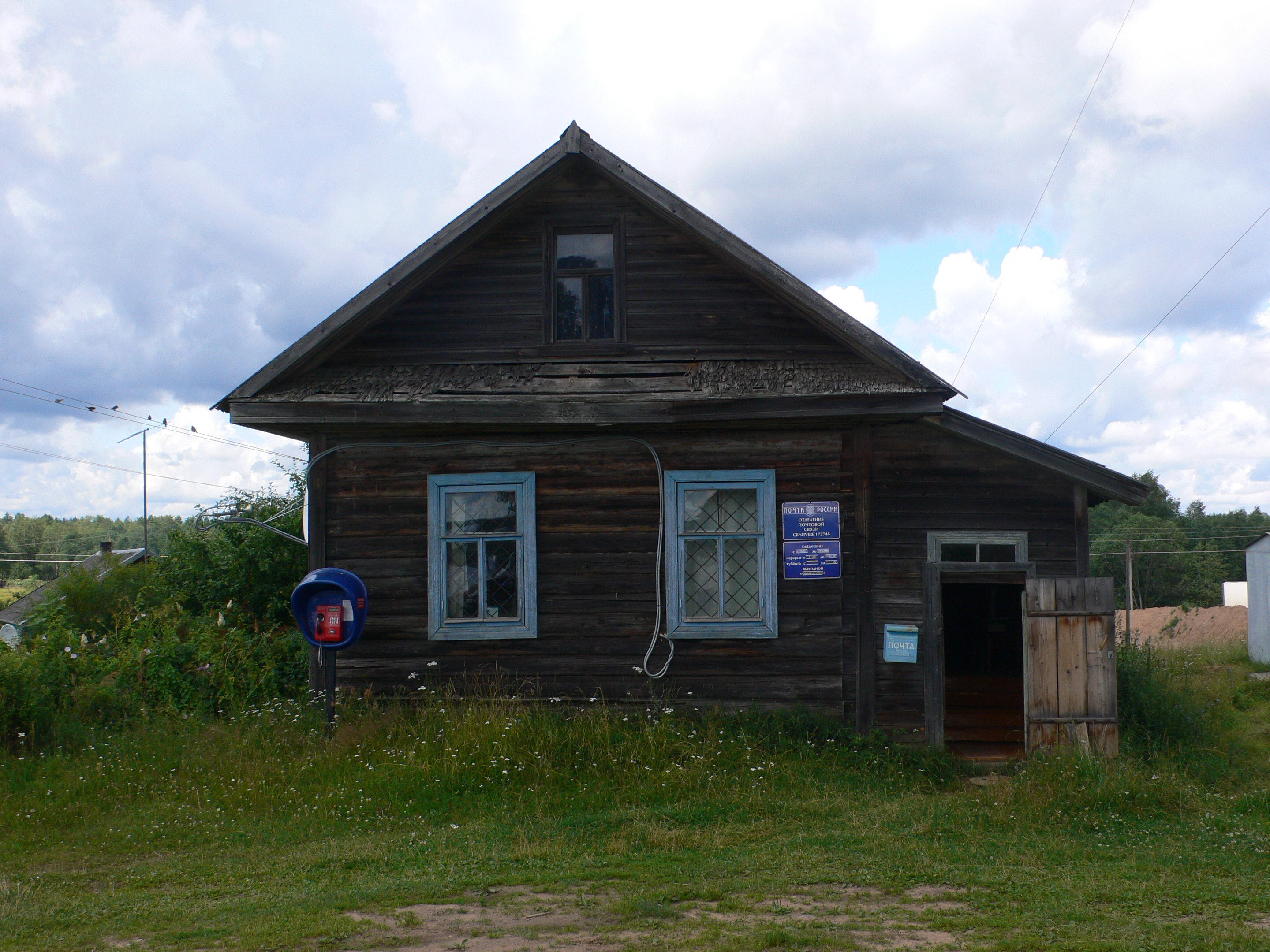
مكتب بريد في سفابوششي منطقة تفير

وفي مارس/آذار 2013 أبلغت هيئة البريد الروسية السلطات بالحالة غير المواتية. وفي رسالة خاصة قالت نائبة المدير العام للبريد الروسي نينا فيتيسوفا لوكالة الاتصالات الفيدرالية " روسفياز" ودائرة الجمارك الفيدرالية، إن معالجة البريد الدولي في وضع حرج في مراكز الجمارك في مطار فنوكوفو ومطار شيريميتيفو الدولي وكذلك في مكتب البريد الدولي المركزي في موسكو.
من أجل تحسين الخدمات وقع رئيس الوزراء دميتري ميدفيديف قرارًا حكوميًا بإخراج البريد الروسي من نطاق اختصاص وكالة الاتصالات الفيدرالية روسفياز وإخضاعه مباشرة لوزارة الاتصالات ووسائل الإعلام . وفي إبريل/نيسان من ذلك العام أيضًا أُقيل المدير العام للبريد ألكسندر كيسليوف من منصبه.
أعلنت الإدارة الجديدة للشركة في أكتوبر 2013 عن هدف طموح يتمثل في مضاعفة الإيرادات لجعل الشركة جاهزة لطرح عام أولي في عام 2018 من خلال السماح لها بتقديم الخدمات المصرفية وتقليل عدد الفروع غير المربحة والتركيز على توفير عمليات التسليم من تجار التجزئة عبر الإنترنت.
ولمواكبة النمو في حجم الطرود قامت الشركة بتوسيع الطاقة الإنتاجية للمراكز الإقليمية لمراكز التبادل البريدي الدولية حيث افتتحت الشركة مراكز جديدة لمعالجة البريد الدولي في موسكو بمحطة كازان وفي يكاترينبورغ ونوفوسيبيرسك. بالإضافة إلى ذلك اتفق البريد الروسي مع مشغلي البريد الأجانب على فرز تسليم البريد الدولي حسب المنطقة حتى في بلد المرسل (بدأ الفرز المسبق في الصين أكبر مُورّد)، مما يسمح بتقليل تسليم البريد الدولي. على سبيل المثال بعد افتتاح مركز التبادل في يكاترينبورغ تسلم الطرود من الصين إلى سكان منطقة سفيردلوفسك في غضون خمسة أيام بما في ذلك جميع إجراءات التخليص الجمركي.
في أغسطس 2013 أطلق البريد الروسي أول رحلة إقليمية له في جمهورية ياقوتيا في أقصى شرق روسيا. أقامت الشركة حفلاً في مطار ياكوتسك لإطلاق طائرتها البريدية الجوية الجديدة الثانية في إطار برنامج توسيع الروابط إلى المناطق النائية وكانت أول رحلة لها في إقليم خاباروفسك كراي على الساحل الشرقي لروسيا. صرح نائب المدير العام للبريد الروسي أليكسي سكاتين قائلاً: "يجب تسليم البريد في الوقت المحدد على الرغم من صعوبة الجغرافيا في المنطقة. لقد بدأنا في تحسين الخدمات اللوجستية البريدية في المناطق النائية في روسيا".

### استيلاء روسيا على شبه جزيرة القرم في عام 2014
في مارس 2014 وفي أعقاب استيلاء الانفصاليين الموالين لروسيا والقوات المسلحة الروسية على شبه جزيرة القرم ، أعلن البريد الروسي عن عدد من التدابير لتنظيم الخدمات البريدية مع جمهورية القرم وفقًا للوائح البريدية للاتحاد الروسي بالإضافة إلى توحيد أنظمة الفهرسة البريدية.

## طوابع البريد

### الطوابع الأولى
وكانت فكرة الطوابع البريدية قد اجتاحت بالفعل معظم أنحاء العالم عندما قررت السلطات الروسية في سبتمبر/أيلول 1856 أن تحذو حذوها.
صدر أول طابع بريدي للإمبراطورية الروسية في 10 ديسمبر 1857 بموجب منشور إدارة البريد "حول جلب الطوابع البريدية للاستخدام العام" بالمحتوى التالي: "ابتداءً من 1 يناير من العام التالي 1858 يجب إرسال الرسائل الخاصة العادية إلى جميع أماكن الإمبراطورية ومملكة بولندا ودوقية فنلندا الكبرى المرسلة إلى البريد في مظاريف عادية أو بدون مظاريف على الإطلاق فقط مع كتابة العناوين على الرسالة نفسها فقط مع الطابع المقابل لوزن الرسالة". طرحت الطوابع الأولى للبيع في 10 ديسمبر 1857 لكن الناس بدأوا رسميًا في استخدام الطوابع لدفع المراسلات الداخلية في روسيا اعتبارًا من 1 يناير 1858 (من 1 مارس 1858في القوقاز وما وراء القوقاز وسيبيريا). منذ ذلك الوقت أصبحت جميع الرسائل الخاصة تُرسل فقط باستخدام طوابع البريد التي تم إلغاؤها بخطين متقاطعين.
وبما أن توريد طوابع البريد إلى مكاتب البريد العديدة استغرق بعض الوقت أمرت إدارة البريد بإلغاء الطوابع بالقلم والحبر على غرار إلغاء مظاريف القرطاسية البريدية.

### طوابع الإمبراطورية الروسية اللاحقة
قدم طابع بريدي بقيمة 5 آلاف للبريد المحلي في عام 1863 وفي العام التالي قدم تصميم مشترك جديد مع شعار النبالة في شكل بيضاوي للفئات 1 ألف و3 آلاف و5 آلاف. وقد استعملت هذه الرسوم لتكوين أسعار معقدة للبريد الدولي والذي كان يتطلب في السابق الدفع نقدًا في مكتب البريد.
بعد عام 1866 طبعت الطوابع على ورق يحمل علامة مائية بنمط من الخطوط المتموجة "اي زد جي بي" باللغة السيريلية بالإضافة إلى مجموعة من الخطوط الأفقية إلى حد ما [13 لارتفاع الحروف] والخطوط الرأسية التي تمر عبر الحروف وحتى منتصفها. وبصرف النظر عن ذلك فإن "حبيبات" الورق كانت دائمًا عمودية على نص العلامة المائية في السنوات الأولى كانت العلامة المائية الأفقية هي السائدة ولكن بالنسبة لأقلية من كل قيمة كان الحبوب عمودية. وفي السنوات اللاحقة سادت العلامة المائية العمودية. على عكس التصور الشائع بين هواة الجمع لم تكن هناك أي ورقة مطبوعة. كانت "الخطوط" دائمًا جزءًا من العلامة المائية.
في سبتمبر 1865 أصبحت منطقة شليسيلبورج أول مكاتب زيمستفو تصدر طوابع بريدية وتنظم النظام رسميًا بموجب مرسوم صادر في 27 أغسطس 1870.
في عام 1874 أصبحت روسيا واحدة من 22 دولة أصلية تشكل الاتحاد البريدي العام (الذي أصبح فيما بعد الاتحاد البريدي العالمي).
تغير تصميم شعار النبالة في عام 1875 واستخدم لقيم 2k و8k و7k في عام 1879. كما طُبعت العملة المعدنية 7k على ورق طابع الإيرادات المزين بعلامة مائية بنمط سداسي وهي نادرة جدًا.
صدر إصدار جديد في 14 ديسمبر 1883 يتميز بتصميم محدث وقيم أقل مطبوعة بلون واحد وقيم عالية جديدة 14 ألفًا و35 ألفًا و70 ألفًا. شهد شهر يناير من عام 1884 إصدار طوابع بقيمة 3.50 روبل و7 روبل وهي أكبر حجمًا بكثير من الطوابع الموجودة.
في عام 1889 غُيرت التصميمات مرة أخرى هذه المرة لإدخال الصواعق عبر قرون البريد أسفل النسر ذي الرأسين وفي المطبوعات بعد عام 1902 غير الحبوب المعتادة للورق لتصبح عمودية.
في نهاية عام 1904 أصدرت روسيا أول طوابعها شبه البريدية. بيعت القيم الأربع كل منها بمبلغ 3 آلاف دولار فوق وجهها لتوفيرها لأيتام ضحايا الحرب الروسية اليابانية.
في عام 1909 صدرت سلسلة جديدة باستخدام مزيج من التصميمات القديمة والجديدة وكلها مطبوعة على ورق منسوج غير مائي ومع معينات على الوجه لمنع إعادة استخدام طوابع البريد.
ظهرت أول سلسلة من الطوابع التذكارية في روسيا في 2 يناير 1913 للاحتفال بالذكرى السنوية الـ 300 لسلالة رومانوف. تضمنت الطوابع السبعة عشر صورًا لمختلف القياصرة بالإضافة إلى مناظر لمبنى الكرملين وقصر الشتاء وقلعة رومانوف. ولكن في عامي 1915 و1916 ومع تفككت الحكومة تحت ضغوط الحرب العالمية الأولى وطبعت العديد من التصميمات على ورق مقوى وجرى استخدامها كعملة ورقية. كما فرضت رسوم إضافية على الطوابع من فئة 7 آلاف و14 ألفًا بقيمة 10 آلاف و20 ألفًا بسبب النقص.

### فترة الثورة والحرب الأهلية
كانت فترة الثورة الروسية معقدة من الناحية الطوابعية فقد كانت مكاتب البريد في جميع أنحاء البلاد تعمل على أجهزتها الخاصة وأصدر عدد من الفصائل والجمهوريات المنشقة أنواعًا جديدة من الطوابع على الرغم من أنه في بعض الحالات يبدو أنها كانت لأغراض دعائية إلى حد كبير ولم يتم تسجيل سوى عدد قليل من الاستخدامات الحقيقية.
تشمل الكيانات التي تصدر طوابعها الخاصة ما يلي:
- أرمينيا
- أذربيجان
- جيش الشمال الغربي
- باطوم
- بيلاروسيا
- إستونيا
- جمهورية الشرق الأقصى
- جورجيا
- لاتفيا
- ليتوانيا
- سيبيريا
- جنوب روسيا
- جمهورية ما وراء القوقاز الاشتراكية السوفيتية
- جمهورية أوكرانيا الوطنية الغربية

في عام 1917 أعادت الحكومة المؤقتة طباعة التصاميم القيصرية القديمة لكنها باعتها بدون ثقب. ظهرت الطوابع الأولى لجمهورية روسيا الاتحادية الاشتراكية السوفييتية في عام 1918 على شكل طابع
خلال سنوات الحرب الأهلية كانت طوابع البريد بمثابة نوع من العملة في عدد من المناطق. خلال المجاعة التي حدثت لاحقًا استخدمت طوابع البريد كوسيلة لتبادل المنتجات. "حثت صحيفة البرافدا في عددها الصادر في 9 مارس 1922 "السكان على عدم التخلص من الطوابع ودعت جميع المواطنين والأطفال في جمهورية روسيا الاتحادية الاشتراكية السوفييتية إلى جمع جميع الطوابع الملغاة ومجموعات الطوابع وأي شيء لديهم في متناول اليد وإرسالها لاستبدالها بالشوكولاتة وغيرها من المنتجات للأطفال الجائعين."ين يحملان سيفًا يقطع سلسلة. وفي حين نجت كميات كبيرة من هذه الطوابع إلا أنها لم تستخدم إلا قليلا وأصبحت النسخ المستعملة أكثر قيمة من الطبعة الأصلية.
وظهرت الطوابع التالية في عام 1921بعد أن أصبح التضخم متفاقما. تتراوح قيمة المجموعة من 1 إلى 1000 روبل. بحلول العام التالي فرضت رسوم إضافية على هذه الطوابع بطرق مختلفة حيث وصلت قيمتها الاسمية إلى 100 ألف روبل.
أدى إصلاح العملة في عام 1922 والذي تم بموجبه استبدال الأموال بمعدل 10000 إلى 1 إلى تمكين طوابع جديدة في نطاق 5 راند إلى 200 راند بما في ذلك مجموعة بمناسبة الذكرى الخامسة لثورة أكتوبر وطوابع القيصر التي تحمل نجمة خماسية تحتوي على مطرقة ومنجل. ظهرت أيضًا هذا العام طوابع تحمل صورًا لعمال وفلاحين وجنود واستمر إصدار أشكال مختلفة من هذه التصميمات بما في ذلك إصدار المعيار الذهبي طوال عشرينيات القرن العشرين.

#### الاحتلال الفنلندي لأونوس
في الفترة من 1919 الى 1921 كانت هناك حملة أونوس حيث احتلت مجموعة من المتطوعين الفنلنديين أجزاء من كاريليا الشرقية (أونوس بالفنلندية وأولونتس كاريليا بالروسية ). كانت السلطات المحلية تصدر هناك طوابع لقوات أونوس. كانت هذه التعريفات الفنلندية من عام 1917 مع الطباعة الزائدة أونوس.

### طوابع الاتحاد السوفيتي
صدرت طوابع البريد للاتحاد السوفييتي في الفترة من عام 1923 إلى عام 1991. كانت تحمل النقش المحدد الروسية: "Почта سي سي سي بيه" ("منصب اتحاد الجمهوريات الاشتراكية السوفياتية"). ("منصب الاتحاد السوفييتي"). لقد عكست موضوعات الطوابع السوفييتية إلى حد كبير تاريخ وسياسة واقتصاد وثقافة أول دولة اشتراكية في العالم.

### طوابع الاتحاد الروسي

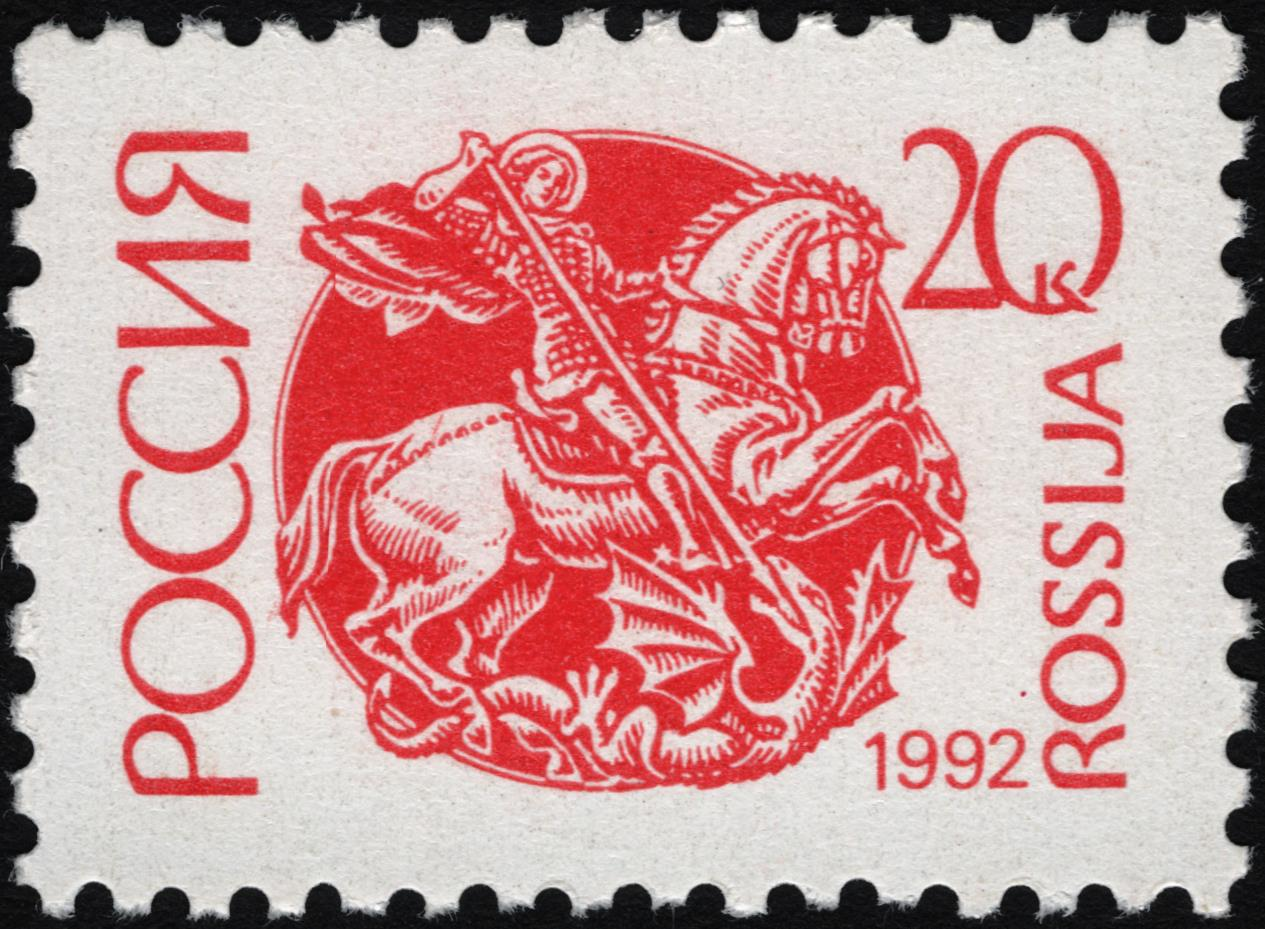
أول إصدار نهائي لطوابع البريد للاتحاد الروسي التي تصور القديس جورج

- طوابع بريدية من روسيا (1996) (باللغة الروسية)

### الاستشهادات
1. ↑  See, for example, http://zemstvo.com/russia-zemstvos نسخة محفوظة 2017-02-02 على موقع واي باك مشين. .
2. ↑  "Почта России: во всем виновата таможня". tvrain.ru. مؤرشف من الأصل في 2013-05-18. اطلع عليه بتاريخ 2013-04-10.
3. 1 2  "Slow-working Russian Post remains sitting duck for clients' anger". Itar Tass. مؤرشف من الأصل في 2013-11-13. اطلع عليه بتاريخ 2013-04-10.
4. ↑  "RF Government intervenes in the work of Russian post". Itar Tass. مؤرشف من الأصل في 2013-11-14. اطلع عليه بتاريخ 2013-04-20.
5. ↑  "Chief of Russian Post federal enterprise dismissed from office". Itar Tass. مؤرشف من الأصل في 2013-08-01. اطلع عليه بتاريخ 2013-04-19.
6. ↑  "Post Delivery Times Increasing". Moscow Times. مؤرشف من الأصل في 2014-03-20. اطلع عليه بتاريخ 2013-11-22.
7. ↑  ""Почте России" покой только снится. Объем зарубежных посылок в этом году удвоится". comnews.ru. مؤرشف من الأصل في 2016-08-27. اطلع عليه بتاريخ 2013-11-22.
8. ↑  "Postal Digest – Postal news from Canada, Israel, Russia, Brazil and Portugal". Post & Parcel. مؤرشف من الأصل في 2013-12-03. اطلع عليه بتاريخ 2013-11-30.
9. ↑  ""Почта России" начинает доставку EMS-отправлений в Крым". ITAR TASS. 21 مارس 2014. مؤرشف من الأصل في 2014-03-24. اطلع عليه بتاريخ 2013-03-24.
10. ↑  Grant, J. (يوليو 1995). "The socialist construction of philately in the early Soviet era". Comparative Studies in Society and History. ج. 37 ع. 3: 476–493. DOI:10.1017/S0010417500019770. ISSN:0010-4175. JSTOR:179216. S2CID:143458562. مؤرشف من الأصل في 2015-05-15. اطلع عليه بتاريخ 2015-05-15. Archived from the original and another source on 2015-05-15.

## روابط خارجية
- تاريخ البريد الروسي
- كتالوج الطوابع الروسية
- طوابع وإيرادات وخاتمات وأكثر من الإمبراطورية الروسية وجمهورية روسيا الاتحادية الاشتراكية السوفياتية والاتحاد السوفياتي
- تزوير الطوابع الروسية
- روسيا في Stampsoftheworld
- طوابع روسيا حسب السنة